# جاسيك فيلك
جاسيك فيلك (بالبولندية: Jacek Wilk)‏ هو محامي وسياسي بولندي، ولد في 17 أغسطس 1974 في بولندا. انتخب عضو سيم ‏.